# Gama Cassiopeiae
Gama Cassiopeiae (γ Cas, γ Cassiopeiae) je hvězdná soustava v souhvězdí Kasiopeji. Při pohledu ze Země se nachází uprostřed "W", asterismu, který symbolizuje souhvězdí Kasiopeji. Systém se nachází zhruba 550 světelných let od Země.

## Gama Cassiopeae A
Gama Cassiopeiae je vícenásobnou hvězdou. Hlavní složkou je eruptivní proměnná hvězda Gama Cassiopeiae A, což je hvězda spektrální klasifikace B0,5IVe, jejíž zdánlivá hvězdná velikost se nepravidelně mění v intervalu 1,6 až 3,0m. Jedná se o prototyp proměnných hvězd typu Gama Cassiopeiae. Koncem 30. let 20. století prodělala Gama Cassiopeiae explozivní epizodu, během níž její jasnost stoupla nad 2,0m, následně prudce klesla na 3,4m. Od té doby její jasnost pravidelně osciluje až k hodnotě 2,2m. Při maximální jasnosti je Gama Cassiopeiae jasnější než Schedir (Alfa Cassiopeiae, jasnost +2,25m) i Caph (Beta Cassiopeiae, jasnost +2,3m).
Gama Casiopeiae A má vysokou rychlost rotace kolem vlastní osy, přes 400 km/s. Důsledkem této rychlosti je, že hvězda je výrazně zploštělá. Spolu s vysokým zářivým výkonem to způsobuje rozsáhlé výrony hmoty. Uniklá hmota kolem hvězdy zformovala horký plynný disk. Rentgenové záření a změny jasnosti Gama Cassiopeae mohou mít původ právě v tomto disku.
Třída jasnosti IV identifikuje Gama Cassiopeiae A jako podobra, který dospěl do stadia, kdy přestává v jádře spalovat vodík a mění se na obra. Přípona "e" ve spektrální klasifikaci označuje hvězdy se spektrálními čarami vodíku v elektromagnetickém spektru. Tento jev je u Gama Cassiopeae A způsoben výše zmíněným plynným diskem.
Gama Cassiopeiae A je zhruba 17krát hmotnější než Slunce a vyzařuje energii jako 34 000 Sluncí. Při takovémto vyzařování lze odhadnout, že hvězda dospěla do konce své životnosti jako hvězda typu B hlavní posloupnosti za relativně krátkých 8 milionů let.

## Rentgenové záření
Gama Cassiopeiae je prototypem malé skupiny hvězd, které emitují zhruba 10× více rentgenové radiace, než ostatní hvězdy typu B či Be. Původ tohoto záření je doposud předmětem diskusí.

## Systém
Gama Cassiopeiae je optickou trojhvězdou. Průvodci září výrazně slaběji, než primární hvězda Gama Cassiopeae A. V hvězdných katalozích jsou označování jako Gama Cassiopeiae B a C. Gama Cassiopeiae B má magnitudu 11 a její vzdálenost od primární hvězdy je zhruba 2 úhlové vteřiny. Gama Cassiopeiae C je magnitudy 13 a její vzdálenost od primární hvězdy činí 53 úhlových vteřin. Není jasné, zda Gama Cassiopeae C má fyzické vazby na hlavní hvězdu, nebo zda je pouze opticky ve stejném hvězdném poli.
Podle spektroskopických měření je Gama Cassiopeae A spektroskopickou dvojhvězdou. Společníkem je výrazně méně hmotná hvězda, která obíhá hlavní hvězdu s periodou 203,5 dne ve vzdálenosti cca 1,5 AU.